# Gran Premio del Giappone 1997
Il Gran Premio del Giappone 1997 fu il sedicesimo appuntamento della stagione di Formula 1 1997.
Disputatosi il 12 ottobre sul Circuito di Suzuka, ha visto la vittoria di Michael Schumacher su Ferrari, seguito da Heinz-Harald Frentzen e da Eddie Irvine. Ma è stato l'ultimo gran premio in F1 per Gianni Morbidelli che non prese pure parte alla gara per l'incidente durante le qualifiche.

## Vigilia

### Sviluppi futuri
Alla vigilia della gara Ken Tyrrell presentò il giapponese Toranosuke Takagi come nuovo pilota per il 1998, mentre Jackie Stewart confermò per l'anno successivo i due piloti attuali Rubens Barrichello e Jan Magnussen.
La Minardi annunciò poi la conclusione dell'accordo con la Ford per l'utilizzo dei V10 versione clienti per il 1998. Anche la Jordan rese nota la firma di un contratto biennale con la Mugen-Honda a partire dalla stagione successiva.

### Aspetti tecnici
La Jordan si presentò all'appuntamento nipponico sfornando diverse novità tecniche: la nuova versione della 197 presentava infatti un nuovo differenziale, oltre a un motore più potente. Vennero inoltre portati un'inedita sospensione anteriore e un nuovo impianto di raffreddamento, che sarebbero stati utilizzati solo in qualifica a causa della disponibilità limitata dei pezzi in questione.
La Williams, invece, apportò singoli miglioramenti alla configurazione già provata in Austria, con un passo allungato di circa 5 centimetri e nuovi deviatori di flusso.

## Prove libere

### Resoconto
La gara forse si decide già il sabato mattina durante le prove libere: Verstappen rimane fermo in pieno rettilineo e i commissari agitano le bandiere gialle di pericolo; i primi sei piloti che transitano non rallentano e vengono poi sanzionati in base all'articolo 4. La pena, come sempre, è associata alla condizionale fino a fine stagione: tra i sei piloti c'è Jacques Villeneuve, che corre già con la condizionale avendo subito analogo provvedimento al Gran Premio di San Marino e al Gran Premio d'Italia. Essendo recidivo scatta la squalifica, ma Villeneuve viene fatto ugualmente correre sub judice.

## Qualifiche

### Resoconto
Il canadese conquista così, per soli 62 millesimi, la nona pole position stagionale davanti al rivale Michael Schumacher, un ritrovato Eddie Irvine, Mika Häkkinen, Gerhard Berger e Heinz-Harald Frentzen. L'italiano Gianni Morbidelli è invece protagonista di un pauroso incidente alla curva Dunlop a 250 km/h dal quale ne esce solo con qualche contusione che lo costringono comunque a saltare la gara.

### Risultati
Nella sessione di qualifiche si sono avuti i seguenti risultati:
| Pos | Nº | Pilota                | Costruttore       | Pneumatici | Tempo    | Distacco | Giri |
| --- | -- | --------------------- | ----------------- | ---------- | -------- | -------- | ---- |
| 1   | 3  | Jacques Villeneuve    | Williams-Renault  | G          | 1'36"071 |          | 10   |
| 2   | 5  | Michael Schumacher    | Ferrari           | G          | 1'36"133 | +0"062   | 6    |
| 3   | 6  | Eddie Irvine          | Ferrari           | G          | 1'36"466 | +0"395   | 10   |
| 4   | 9  | Mika Häkkinen         | McLaren-Mercedes  | G          | 1'36"469 | +0"398   | 10   |
| 5   | 8  | Gerhard Berger        | Benetton-Renault  | G          | 1'36"561 | +0"490   | 11   |
| 6   | 4  | Heinz-Harald Frentzen | Williams-Renault  | G          | 1'36"628 | +0"557   | 12   |
| 7   | 7  | Jean Alesi            | Benetton-Renault  | G          | 1'36"682 | +0"611   | 6    |
| 8   | 16 | Johnny Herbert        | Sauber-Petronas   | G          | 1'36"906 | +0"835   | 11   |
| 9   | 12 | Giancarlo Fisichella  | Jordan-Peugeot    | G          | 1'36"917 | +0"846   | 11   |
| 10  | 14 | Olivier Panis         | Prost-Mugen-Honda | B          | 1'37"073 | +1"002   | 10   |
| 11  | 10 | David Coulthard       | McLaren-Mercedes  | G          | 1'37"095 | +1"024   | 11   |
| 12  | 22 | Rubens Barrichello    | Stewart-Ford      | B          | 1'37"343 | +1"272   | 11   |
| 13  | 11 | Ralf Schumacher       | Jordan-Peugeot    | G          | 1'37"443 | +1"372   | 11   |
| 14  | 23 | Jan Magnussen         | Stewart-Ford      | B          | 1'37"480 | +1"409   | 10   |
| 15  | 15 | Shinji Nakano         | Prost-Mugen-Honda | B          | 1'37"517 | +1"446   | 10   |
| 16  | 2  | Pedro Diniz           | Arrows-Yamaha     | B          | 1'37"853 | +1"782   | 10   |
| 17  | 1  | Damon Hill            | Arrows-Yamaha     | B          | 1'38"022 | +1"951   | 12   |
| 18  | 17 | Gianni Morbidelli     | Sauber-Petronas   | G          | 1'38"556 | +2"485   | 10   |
| 19  | 20 | Ukyo Katayama         | Minardi-Hart      | B          | 1'38"983 | +2"912   | 12   |
| 20  | 21 | Tarso Marques         | Minardi-Hart      | B          | 1'39"678 | +3"607   | 11   |
| 21  | 18 | Jos Verstappen        | Tyrrell-Ford      | G          | 1'40"259 | +4"188   | 11   |
| 22  | 19 | Mika Salo             | Tyrrell-Ford      | G          | 1'40"529 | +4"458   | 9    |

## Gara

### Resoconto
La gara si svolge in condizioni di tempo soleggiato davanti a 140 000 spettatori. Alla partenza Villeneuve mantiene il comando davanti a Schumacher, che, non trovando lo spazio necessario al sorpasso, si accoda.
Al termine del primo giro Villeneuve transita davanti a Schumacher, Häkkinen, Irvine, Frentzen, Berger, Alesi, Herbert, Coulthard e Fisichella. Nel corso dei primi giri si mette particolarmente in luce Irvine, che prima effettua un doppio sorpasso all'esterno di Häkkinen e Schumacher alle “esse” del primo settore, e conquistando poi il comando nel corso del terzo giro superando Villeneuve alla chicane del triangolo con una manovra simile. L'irlandese incomincia così ad aumentare il ritmo e il vantaggio in pochi giri è già sopra i 12": il gruppo degli inseguitori è guidato da Villeneuve, che però gira intenzionalmente con tempi molto alti per ostacolare Schumacher, rallentando così anche il resto del gruppo.
In avvio si segnala anche un contatto tra le due Stewart, del qual ne fa le spese Magnussen, con Barrichello che esce di pista nel corso del settimo giro. Contemporaneamente Alesi sorpassa il compagno Berger mentre Katayama è costretto al ritiro a causa del cedimento del motore della sua Minardi. La prima tornata dei rifornimenti è aperta da Häkkinen e Berger, seguiti poco dopo da Alesi e Coulthard. Irvine, partito anch'egli abbastanza scarico, si ferma nel corso del 16º giro e rientra quarto dietro a Villeneuve, Schumacher e Frentzen.
Schumacher riesce a superare Villeneuve effettuando un undercut e un giro veloce, passando Villeneuve alla prima curva mentre il canadese rientra in pista dopo il pit stop.
Al termine della prima tornata di rifornimenti Irvine torna in testa davanti al compagno Schumacher, Villeneuve, Frentzen, Häkkinen, Alesi e Berger. Intanto il secondo giapponese Nakano, al 21º giro, è costretto al ritiro a causa del cedimento del motore Mugen-Honda. Irvine comincia a girare lentamente e si fa raggiungere dalla coppia alle sue spalle, ma mentre Schumacher riesce a passarlo Villeneuve rimane bloccato alle sue spalle. Il canadese decide così di effettuare la seconda sosta in anticipo, ma durante la sosta il bocchettone si blocca, e a causa di ciò rientra in pista in settima posizione.
Quando le due Ferrari effettuano il rifornimento passa in testa Frentzen, il quale riesce anche a registrare il giro più veloce della gara: il tedesco riesce così a rientrare davanti ad Irvine. Schumacher guida ora davanti a Frentzen, Irvine, Häkkinen, Villeneuve e Alesi. La gara praticamente è decisa nonostante nel finale Frentzen riesca a sfruttare al meglio un treno di gomme e ad avvantaggiarsi grazie al difficoltoso doppiaggio di Hill da parte di Schumacher, portandosi a pochi secondi dal tedesco della Ferrari.
Il tedesco della Ferrari vince davanti a Frentzen, Irvine, Häkkinen, Villeneuve e Alesi. La settimana successiva, come previsto, Villeneuve viene squalificato per quanto accaduto nelle libere e Schumacher si ritrova in testa al mondiale, con un punto di vantaggio, rimandando l'assegnazione del campionato piloti all'ultima gara a Jerez de la Frontera. Alesi sale così al 5º posto, seguito da Herbert che entra in questo modo in zona punti.
È invece già assegnato il mondiale costruttori che viene vinto dalla Williams-Renault grazie al piazzamento sul podio di Frentzen: è la nona e ultima volta che la scuderia di Grove si aggiudica l'alloro iridato, mentre per la sesta volta consecutiva i motori Renault sono sul gradino più alto del mondo (viene così eguagliato il record della Honda).

### Risultati
I risultati del Gran Premio sono i seguenti:
| Pos | Nº | Pilota                | Costruttore       | Pneumatici | Giri | Tempo/Ritiro   | Griglia | Punti |
| --- | -- | --------------------- | ----------------- | ---------- | ---- | -------------- | ------- | ----- |
| 1   | 5  | Michael Schumacher    | Ferrari           | G          | 53   | 1h 29'48"446   | 2       | 10    |
| 2   | 4  | Heinz-Harald Frentzen | Williams-Renault  | G          | 53   | +1"378         | 6       | 6     |
| 3   | 6  | Eddie Irvine          | Ferrari           | G          | 53   | +26"384        | 3       | 4     |
| 4   | 9  | Mika Häkkinen         | McLaren-Mercedes  | G          | 53   | +27"129        | 4       | 3     |
| 5   | 7  | Jean Alesi            | Benetton-Renault  | G          | 53   | +40"403        | 7       | 2     |
| 6   | 16 | Johnny Herbert        | Sauber-Petronas   | G          | 53   | +41"630        | 8       | 1     |
| 7   | 12 | Giancarlo Fisichella  | Jordan-Peugeot    | G          | 53   | +56"825        | 9       |       |
| 8   | 8  | Gerhard Berger        | Benetton-Renault  | G          | 53   | +1'00"429      | 5       |       |
| 9   | 11 | Ralf Schumacher       | Jordan-Peugeot    | G          | 53   | +1'22"036      | 13      |       |
| 10  | 10 | David Coulthard       | McLaren-Mercedes  | G          | 52   | Incidente      | 11      |       |
| 11  | 1  | Damon Hill            | Arrows-Yamaha     | B          | 52   | +1 giro        | 17      |       |
| 12  | 2  | Pedro Diniz           | Arrows-Yamaha     | B          | 52   | +1 giro        | 16      |       |
| 13  | 18 | Jos Verstappen        | Tyrrell-Ford      | G          | 52   | +1 giro        | 21      |       |
| SQ  | 3  | Jacques Villeneuve    | Williams-Renault  | G          | 53   | Squalificato   | 1       |       |
| Rit | 21 | Tarso Marques         | Minardi-Hart      | B          | 46   | Cambio         | 20      |       |
| Rit | 19 | Mika Salo             | Tyrrell-Ford      | G          | 46   | Motore         | 22      |       |
| Rit | 14 | Olivier Panis         | Prost-Mugen-Honda | B          | 36   | Motore         | 10      |       |
| Rit | 15 | Shinji Nakano         | Prost-Mugen-Honda | B          | 22   | Ruota portante | 15      |       |
| Rit | 20 | Ukyo Katayama         | Minardi-Hart      | B          | 8    | Motore         | 19      |       |
| Rit | 22 | Rubens Barrichello    | Stewart-Ford      | B          | 6    | Testacoda      | 12      |       |
| Rit | 23 | Jan Magnussen         | Stewart-Ford      | B          | 3    | Testacoda      | 14      |       |
| NP  | 17 | Gianni Morbidelli     | Sauber-Petronas   | G          | 0    | Incidente      |         |       |

## Classifiche

### Piloti
| Pos. | Pilota                | Punti |
| ---- | --------------------- | ----- |
| 1    | Michael Schumacher    | 78    |
| 2    | Jacques Villeneuve    | 77    |
| 3    | Heinz-Harald Frentzen | 41    |
| 4    | Jean Alesi            | 36    |
| 5    | David Coulthard       | 30    |
| 6    | Gerhard Berger        | 24    |
| 7    | Eddie Irvine          | 22    |
| 8    | Giancarlo Fisichella  | 20    |
| 9    | Mika Häkkinen         | 17    |
| 10   | Olivier Panis         | 16    |
| 11   | Johnny Herbert        | 15    |
| 12   | Ralf Schumacher       | 13    |
| 13   | Damon Hill            | 7     |
| 14   | Rubens Barrichello    | 6     |
| 15   | Alexander Wurz        | 4     |
| 16   | Jarno Trulli          | 3     |
| 17   | Mika Salo             | 2     |
| 17   | Shinji Nakano         | 2     |
| 17   | Pedro Diniz           | 2     |
| 20   | Nicola Larini         | 1     |

### Costruttori
| Pos. | Squadra           | Punti |
| ---- | ----------------- | ----- |
| 1    | Williams-Renault  | 118   |
| 2    | Ferrari           | 100   |
| 3    | Benetton-Renault  | 64    |
| 4    | McLaren-Mercedes  | 47    |
| 5    | Jordan-Peugeot    | 33    |
| 6    | Prost-Mugen-Honda | 21    |
| 7    | Sauber-Petronas   | 16    |
| 8    | Arrows-Yamaha     | 9     |
| 9    | Stewart-Ford      | 6     |
| 10   | Tyrrell-Ford      | 2     |